# Astrid Bowl
Astrid Bowl Charleroi is de naam van de internationale Belgische tenniskampioenschappen voor junioren (jongens en meisjes, enkel- en dubbelspel). Het is een "Grade 1"-toernooi van de ITF Junior World Ranking (de belangrijkste categorie na de grandslamtoernooien en de "Grade A"-toernooien). De eerste editie was in 1965.
De Astrid Bowl wordt gespeeld op gravel op de Royal Astrid Club in het Centre de Délassement van Marcinelle. Het toernooi vindt jaarlijks plaats eind mei, net vóór het juniorentoernooi van Roland Garros en het trekt juniorspelers uit de hele wereld aan. Latere toptennissers zoals Martina Navrátilová, Justine Henin, Dominique Monami, Jennifer Capriati (winnares in 1989), Gustavo Kuerten, Jelena Dokić (die in 1998 Kim Clijsters versloeg in de finale) en Lleyton Hewitt namen eraan deel.

## Recente winnaars
Bron:

### Jongens, enkelspel
- 2007: Germain Gigounon  won van Gastão Elias
- 2008: Filip Krajinović  won van Chase Buchanan
- 2009: Agustín Velotti  won van Kevin Konfederak
- 2010: Jason Kubler  won van James Duckworth
- 2011: Thiago Monteiro  won van Joris De Loore
- 2012: Julien Cagnina  won van Jeroen Vanneste [2]
- 2013: Pedro Cachín  won van Clément Geens
- 2014: Petros Chrysochos  won van Duck Hee Lee
- 2015: Mickael Ymer  won van Marcelo Tomas Barrios Vera
- 2016: Benjamin Sigouin  won van Ryan James Storrie
- 2017: Yuta Shimizu  won van Zizou Bergs
- 2018: Damien Wenger  won van Anton Matusevich
- 2019: Leandro Riedi  won van Alibek Katsjmazov
- 2020: geen toernooi (coronapandemie)
- 2021: Gabriël Debru  won van James McCabe
- 2022: Arthur Gea  won van Mihai Alexandru Coman
- 2023: Mees Röttgering  won van Lasse Pörtner

### Meisjes, enkelspel
- 2007: Madison Brengle  won van Nikola Hofmanova
- 2008: Aleksandra Grela  won van Katarzyna Piter
- 2009: Richèl Hogenkamp  won van Chanel Simmonds
- 2010: Irina Chromatsjova  won van An-Sophie Mestach
- 2011: Ashleigh Barty  won van Victoria Duval
- 2012: Jeļena Ostapenko  won van Kimberley Zimmermann [2]
- 2013: Anhelina Kalinina  won van Louisa Chirico
- 2014: Iryna Sjymanovitsj  won van Helen Ploskina
- 2015: Katharina Hobgarski  won van Jelena Rybakina
- 2016: Amina Ansjba  won van Seone Mendez
- 2017: Anzjelika Isajeva  won van Lulu Sun
- 2018: Alexa Noel  won van Viktoriia Dema
- 2019: Leylah Fernandez  won van Carole Monnet
- 2020: geen toernooi (coronapandemie)
- 2021: Brenda Fruhvirtová  won van Barbora Palicová
- 2022: Alina Kornejeva  won van Rose Marie Nijkamp
- 2023: Wakana Sonobe  won van Elizara Yaneva